# 付吉军
付吉军（1959年10月—），中华人民共和国外交官，曾任中华人民共和国驻利比里亚共和国特命全权大使。